# Mötley Crüe: Rock Legends
Rock Legends es un álbum recopilatorio de la banda estadounidense de heavy metal Mötley Crüe. El álbum fue lanzado en 2008 y cuenta con 17 canciones.

## Lista de canciones
1. Dr. Feelgood (Mick Mars, Nikki Sixx) - 4:44
2. Girls, Girls, Girls (Tommy Lee, Mars, Sixx) - 4:31
3. Shout at the Devil (Sixx) - 3:16
4. Wild Side (Lee, Mars, Vince Neil, Sixx) - 4:37
5. Too Fast for Love [Alternative Version] (Sixx) - 3:21
6. Looks That Kill (Sixx) - 4:01
7. Home Sweet Home (Lee, Sixx) - 3:57
8. Kickstart My Heart	(Sixx) - 4:44
9. Smokin' in the Boys Room (Cóver de Brownsville Station) (Code, Lutz) - 3:27
10. Without You (Mars, Sixx) - 4:29
11. Afraid (Sixx) - 4:08
12. Bitter Pill (Lee, Mars, Neil, Sixx) - 4:26
13. Enslaved (Lee, Mars, Sixx) - 4:30
14. Glitter [Remix] (Adams, Humphrey, Sixx) - 5:41
15. Primal Scream (Lee, Mars, Neil, Sixx) - 4:47
16. Same Ol' Situation (S.O.S.) (Lee, Mars, Neil, Sixx) - 4:15
17. Don't Go Away Mad (Just Go Away) (Lee, Mars, Neil, Sixx) -	4:42